# Mallotus taoyuanensis
Mallotus taoyuanensis là một loài thực vật có hoa trong họ Đại kích. Loài này được C.L.Peng & L.H.Yan mô tả khoa học đầu tiên năm 2005.